# BBC iPlayer
BBC iPlayer, 通常簡稱為iPlayer，是一个网络电视和广播平台。BBC以前使用RealPlayer等的視頻流播放視頻片段，有了iPlayer，則可播出完整的電視節目。
BBC iPlayer於2007年12月25日正式上线。2008年6月25日，新外觀的iPlayer上線，曾經作為測試版和早期版本同時存在。網站过去的標語是回看7天內的BBC電視和广播节目，之後改成了Making the unmissable, unmissable（错过的节目不会错过）。BBC網站上聲明，由於版權原因，电视播出7天後的節目不能在iPlayer觀看（部分除外）。2010年，該網站再次更新，加入了推薦系統和进行「社交化改變」。
2011年2月，BBC iPlayer再次更新，鏈接到了其他電視台的節目。自修改上線以來，列出了ITV、Channel 4和Channel 5的節目。這项功能加入到了搜尋功能和頻道功能。當用戶點擊其他電視台的節目，會轉到相关電視台的網站播放。

## 評價和使用量

BBC iPlayer前標誌。

2007年12月上線以前，BBC希望可以在第一个半年獲得50萬用戶。結果證明這是嚴重低估，前三個星期就有350萬次在線訪問或下載節目。《衛報》評價，這些數據顯示「前途光明」。
第一年中，訪問量繼續快速增長。2008年4月，iPlayer佔英國網路流量的5%，6月，每天頁面大約被訪問5百萬次。12月，宣布自iPlayer發布以來，有共計超過1.8億次節目訪問。5月，iPlayer打敗Channel 4的 'Big Art Mob' 和 the Bebo 'Open Media Platform'，贏得BAFTA的"Interactive Innovation Service/Platform"獎。節目的在線訪問占據了成功的大部分，與下載的數量相比，在2008年1月是8：1，2009年10月到了97：3。
2009年的10月，iPlayer的播放次数达到了7千萬次，傳輸了7 PB數據。播放總量的三分之二是電視節目，其餘是廣播节目。電視節目访问多數为回播，电台访问則多是直播。85%的访问來源于電腦，其餘來自iPod、iPhone和PS3等15種平台。2009年最受歡迎的電視節目是Top Gear，最受歡迎的廣播節目是体育节目Reporting The Ashes。
2010年5月，BBC iPlayer创下了1.23億的月播放记录。

## 英國境外可用性
BBC電視节目由电视授权費用和第三方許可費提供資金。因此，所有的BBC iPlayer電視節目只能從英國IP地址收看。有報導說，境外人士可通過購買英国VPN繞過限制。
大多數电台節目可以在全世界播放。由於版權原因，體育節目不能在全世界范围内播放。移動設備例如iPhone和iPod Touch不能在英国境外收听电台節目。
2011年7月28日，在接到BBC於2010年11月的批准之後，國際版本的iPlayer开放至11個西歐國家。國際版本的iPlayer以iPad應用出现，免費提供有限的內容，會先載入廣告和贊助商，但是观看大部分节目需要訂閱。国际版本的iPlayer程序包括一些英國版本沒有的功能，包括在3G和Wi-Fi中直接緩衝節目，和在iPad提供離線瀏覽节目的功能。開始時，有1500小時的节目內容，其中60%是由BBC出品並播出，同時有30%的節目是獨立出品，另外10%則完全是非BBC內容。作為一年的試运营，美、加、澳版本將在2011年晚期發布。
2016年開始，因應BBC Entertainment已改播為BBC First, BBC iPlayer率先正式登錄新加坡，並由BBC新加坡當地收費電視供應商－星和視界合作,於已登記的指定基本組合內免費觀賞，2017年3月，BBC iPlayer正式登錄馬來西亞，並由HyppTV代理，於已登記的Jumbo Pack內免費觀賞。
目前，BBC Asia的BBC iPlayer一共有6大內容，包括4大頻道：BBC World News、CBeebies、BBC Earth和BBC Lifestyle，以及點播範圍BBC First和BBC Brit（加開）。
未來，已集齊BBC5大主題頻道的BBC iPlayer,在香港和台灣將會計劃落地。

## 外部連結
- 官方网站
- 在BBC Online了解Press release announcing extended trial of iMP
- 在BBC Online了解"Ask Bruce" article on iMP
- Microsoft Builds on the Success of Red Button And BBC IPlayer For Next Gen T.V.